# 奥包乌伊索尔诺克
奥包乌伊索尔诺克（匈牙利語：Abaújszolnok）是匈牙利包尔绍德-奥包乌伊-曾普伦州所辖的一个村。总面积8.66平方公里，总人口181，人口密度20.9人/平方公里（2011年1月1日）。